# Championnat d'Indonésie de football 1996-1997
Navigation
Saison précédente Saison suivante
La saison 1996-1997 du Championnat d'Indonésie de football est la troisième édition du championnat de première division en Indonésie. La Premier Division regroupe trente-et-trois équipes, réparties en trois poules géographiques où elles s'affrontent deux fois au cours de la saison, à domicile et à l'extérieur. À la fin de cette première phase, les quatre premiers de chaque groupe disputent la deuxième phase, organisée en trois poules de quatre équipes. Enfin, le premier de chaque groupe et le meilleur deuxième prennent part à la phase finale pour le titre, disputée en demi-finales et finale en match aller simple. Le dernier de chaque poule de première phase est relégué en deuxième division.
C'est le club de Persebaya Surabaya qui remporte le championnat après avoir battu en finale le tenant du titre, le club de Bandung Raya.  C'est le tout premier titre de champion d'Indonésie de l'histoire du club.

## Les clubs participants
| - Pelita Jaya - Persib Bandung - Bandung Raya - Medan Jaya - Semen Padang - Persiraja Banda Aceh - Arseto Solo - Persita Tangerang - PSMS Medan - Persedikab Kediri - Mataram Indocement - PSB Bogor - Promu de D2 - Persija Jakarta - PSBL Bangar Luampung - Promu de D2 - Persijatim Jakarta - Persikab Bandung - PSP Padang - Promu de D2 | - Petrokimia Putra - Pupuk Kaltim - Assyabaab SGS - Barito Putra - Gelora Dewata - Arema Malang - Mitra Surabaya - Persipura Jayapura - Persebaya Surabaya - PSM Makassar - Putra Samarinda - Persema Malang - PSIS Semarang - PSDS Deli Serdang - Promu de D2 - Persiba Balikpapan - Persma Manado |

## Compétition
Le barème utilisé pour établir l'ensemble des classements est le suivant :
- Victoire : 3 points
- Match nul : 1 point
- Défaite : 0 point

### Première phase

#### Groupe Ouest
| Rang | Équipe               | Pts | J  | G  | N | P  | Bp | Bc | Diff |
| ---- | -------------------- | --- | -- | -- | - | -- | -- | -- | ---- |
| 1    | Persebaya Surabaya   | 43  | 20 | 13 | 4 | 3  | 62 | 18 | +44  |
| 2    | Bandung RayaT        | 35  | 20 | 11 | 2 | 7  | 30 | 17 | +13  |
| 3    | Arema Malang         | 35  | 20 | 10 | 5 | 5  | 26 | 20 | +6   |
| 4    | Persiraja Banda Aceh | 32  | 20 | 10 | 2 | 8  | 23 | 16 | +7   |
| 5    | Persita Tangerang    | 32  | 20 | 10 | 2 | 8  | 24 | 22 | +2   |
| 6    | PSBL Bandar LampungP | 31  | 20 | 8  | 7 | 5  | 19 | 16 | +3   |
| 7    | Semen Padang         | 30  | 20 | 8  | 6 | 6  | 20 | 17 | +3   |
| 8    | Persikab Bandung     | 25  | 20 | 6  | 7 | 7  | 17 | 19 | -2   |
| 9    | Medan Jaya           | 25  | 20 | 6  | 7 | 7  | 24 | 25 | -1   |
| 10   | Persija Jakarta      | 12  | 20 | 4  | 3 | 13 | 23 | 31 | -8   |
| 11   | Persijatim Jakarta   | 3   | 20 | 0  | 3 | 17 | 8  | 75 | -67  |

|  | Qualification pour la deuxième phase |
|  | Relégation en deuxième division      |

#### Groupe Central
| Rang | Équipe             | Pts | J  | G | N  | P  | Bp | Bc | Diff |
| ---- | ------------------ | --- | -- | - | -- | -- | -- | -- | ---- |
| 1    | Persib Bandung     | 34  | 20 | 8 | 10 | 2  | 22 | 14 | +8   |
| 2    | Pelita Jaya        | 33  | 20 | 9 | 6  | 5  | 36 | 21 | +15  |
| 3    | Mitra Surabaya     | 32  | 20 | 8 | 8  | 4  | 25 | 11 | +14  |
| 4    | Barito Putra       | 29  | 20 | 8 | 5  | 7  | 23 | 24 | -1   |
| 5    | PSP PadangP        | 29  | 20 | 8 | 5  | 7  | 22 | 25 | -3   |
| 6    | PSIS Semarang      | 26  | 20 | 7 | 5  | 8  | 21 | 20 | +1   |
| 7    | Arseto Solo        | 26  | 20 | 7 | 5  | 8  | 15 | 20 | -5   |
| 8    | PSB BogorP         | 22  | 20 | 6 | 7  | 7  | 20 | 20 | 0    |
| 8    | PSDS Deli SerdangP | 22  | 20 | 5 | 7  | 8  | 13 | 25 | -12  |
| 10   | PSMS Medan         | 19  | 20 | 3 | 10 | 7  | 10 | 19 | -9   |
| 11   | Mataram Indocement | 18  | 20 | 4 | 6  | 10 | 13 | 21 | -8   |

|  | Qualification pour la deuxième phase |
|  | Relégation en deuxième division      |

#### Groupe Est
| Rang | Équipe             | Pts | J  | G  | N | P  | Bp | Bc | Diff |
| ---- | ------------------ | --- | -- | -- | - | -- | -- | -- | ---- |
| 1    | PSM Makassar       | 43  | 20 | 14 | 1 | 5  | 48 | 21 | +27  |
| 2    | Gelora Dewata      | 38  | 20 | 12 | 2 | 6  | 37 | 27 | +10  |
| 3    | Persma Manado      | 36  | 20 | 11 | 3 | 6  | 33 | 21 | +12  |
| 4    | Persipura Jayapura | 35  | 20 | 11 | 2 | 7  | 31 | 22 | +9   |
| 5    | Putra Samarinda    | 32  | 20 | 10 | 2 | 8  | 28 | 28 | 0    |
| 6    | Petrokimia Putra   | 32  | 20 | 10 | 2 | 8  | 21 | 26 | -5   |
| 7    | Pupuk Kaltim       | 30  | 20 | 10 | 0 | 10 | 39 | 22 | +17  |
| 8    | Persema Malang     | 22  | 20 | 7  | 1 | 12 | 30 | 37 | -7   |
| 9    | Persiba Balikpapan | 21  | 20 | 6  | 3 | 11 | 25 | 35 | -10  |
| 10   | Assyabaab SGS      | 17  | 20 | 5  | 2 | 13 | 26 | 43 | -17  |
| 11   | Persedikab Kediri  | 13  | 20 | 3  | 4 | 13 | 15 | 51 | -36  |

|  | Qualification pour la deuxième phase |
|  | Relégation en deuxième division      |

### Deuxième phase

#### Groupe A
| Rang | Équipe               | Pts | J | G | N | P | Bp | Bc | Diff |
| ---- | -------------------- | --- | - | - | - | - | -- | -- | ---- |
| 1    | Persebaya Surabaya   | 9   | 3 | 3 | 0 | 0 | 14 | 4  | +10  |
| 2    | Mitra Surabaya       | 6   | 3 | 2 | 0 | 1 | 9  | 7  | +2   |
| 3    | Persiraja Banda Aceh | 3   | 3 | 1 | 0 | 2 | 4  | 9  | -5   |
| 4    | Gelora Dewata        | 0   | 3 | 0 | 0 | 3 | 3  | 10 | -7   |

|  | Qualification pour la phase finale |

#### Groupe B
| Rang | Équipe         | Pts | J | G | N | P | Bp | Bc | Diff |
| ---- | -------------- | --- | - | - | - | - | -- | -- | ---- |
| 1    | Bandung Raya   | 7   | 3 | 2 | 1 | 0 | 5  | 0  | +5   |
| 2    | Persib Bandung | 5   | 3 | 1 | 2 | 0 | 1  | 0  | +1   |
| 3    | Persma Manado  | 2   | 3 | 0 | 2 | 1 | 2  | 5  | -3   |
| 4    | Barito Putra   | 1   | 3 | 0 | 1 | 2 | 2  | 5  | -3   |

|  | Qualification pour la phase finale |

#### Groupe C
| Rang | Équipe             | Pts | J | G | N | P | Bp | Bc | Diff |
| ---- | ------------------ | --- | - | - | - | - | -- | -- | ---- |
| 1    | PSM Makassar       | 9   | 3 | 3 | 0 | 0 | 5  | 2  | +3   |
| 2    | Pelita Jaya        | 6   | 3 | 2 | 0 | 1 | 4  | 3  | +1   |
| 3    | Arema Malang       | 3   | 3 | 1 | 0 | 2 | 4  | 5  | -1   |
| 4    | Persipura Jayapura | 0   | 3 | 0 | 0 | 3 | 3  | 6  | -3   |

|  | Qualification pour la phase finale |

- Mitra Surabaya se qualifie pour la phase finale en tant que meilleur deuxième, tous groupes confondus.

### Phase finale

#### Demi-finales
| Équipe 1           | Résultat | Équipe 2       |
| ------------------ | -------- | -------------- |
| Persebaya Surabaya | 3 - 2    | PSM Makassar   |
| Bandung Raya       | 1 - 0    | Mitra Surabaya |

#### Finale
| Équipe 1           | Résultat | Équipe 2     |
| ------------------ | -------- | ------------ |
| Persebaya Surabaya | 3 - 1    | Bandung Raya |

## Bilan de la saison
| Championnat d'Indonésie de football 1996-1997 |                                |
| Champion                                      | Persebaya Surabaya (1er titre) |
| Coupes et trophées                            |                                |
| Vainqueur de la Coupe d'Indonésie 1996-1997   | Non disputée                   |
| Qualifications continentales                  |                                |
| Coupe d'Asie des clubs champions 1997-1998    | Persebaya Surabaya             |
| Coupe des Coupes 1997-1998                    | PSM Makassar                   |
| Promotions et relégations                     |                                |
| Promus en Premier Division                    | Persikota Tangerang            |
| Promus en Premier Division                    | PSIM Jogjakarta                |
| Promus en Premier Division                    | Persikabo Bogor                |
| Relégués en Second Division                   | Persijatim Jakarta             |
| Relégués en Second Division                   | Mataram Indocement             |
| Relégués en Second Division                   | Persedikab Kediri              |
| Relégués en Second Division                   | Assyabaab SGS                  |